# Altstadt (Euskirchen)
Als Euskirchen-Altstadt wird das Gebiet innerhalb der ehemaligen, teilweise noch erhaltenen Stadtbefestigung von Euskirchen bezeichnet. Der Verlauf der Stadtmauer ist noch gut zu erkennen – wo sie abgerissen wurde, befinden sich heute die „Wallstraßen“ (Kirchwall, Rüdesheimer Torwall, Disternicher Torwall, Kessenicher Torwall und Neutorwall).
Die Altstadt, die den größten Teil der Fußgängerzone beherbergt, ist heute das Einkaufszentrum Euskirchens. In ihr liegen St. Martin und Herz-Jesu, die zwei imposantesten Kirchengebäude der Stadt.

## Stadtmauer

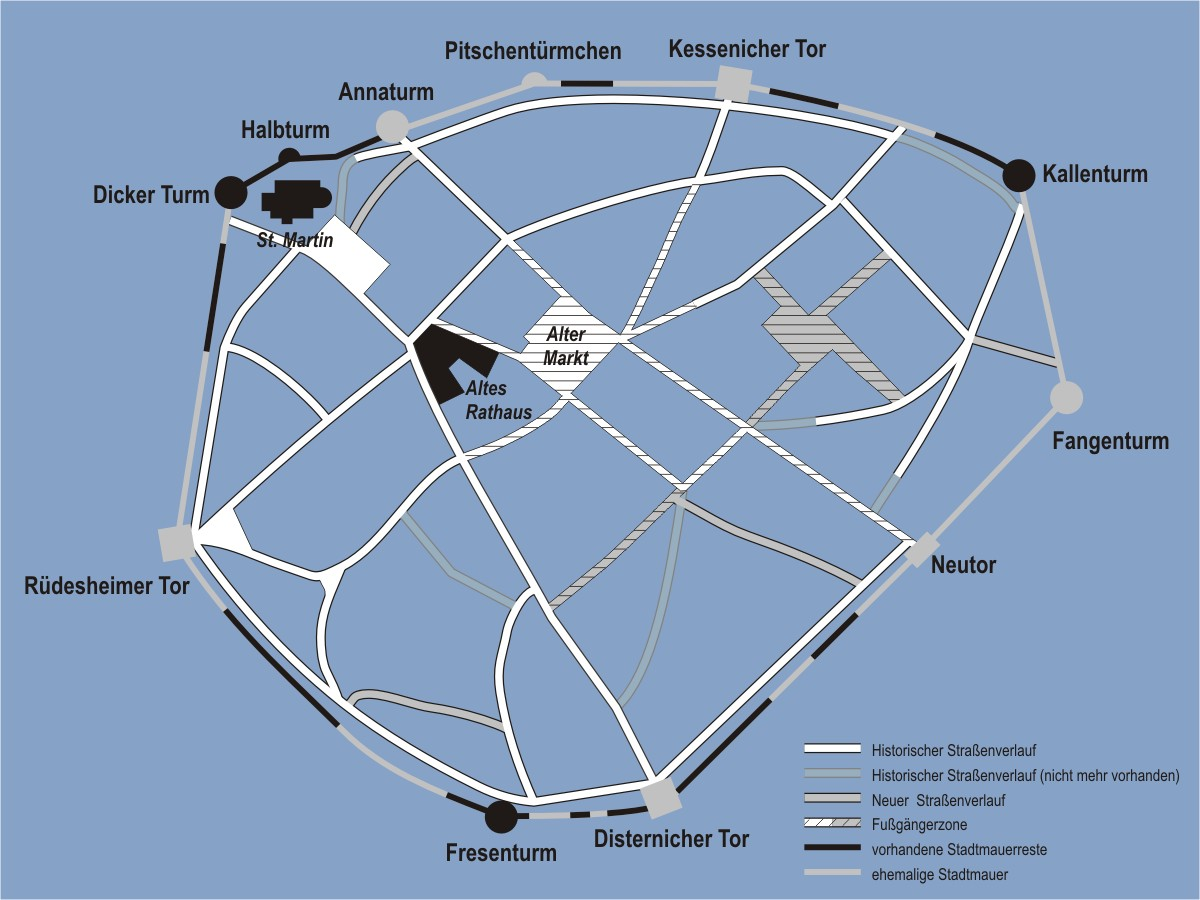
Mittelalterliche Stadtbefestigung

Nachdem der 1302 zur Stadt gewordene Ort nur mit Gräben und Wällen geschützt war, wird ab 1355 eine massive Stadtbefestigung errichtet. Der erste Abschnitt der Stadtmauer wird im Norden gebaut und reicht vom Dicken Turm bis zum Kallenturm. Fertiggestellt wird die 1450 Meter lange Stadtmauer im südlichen Bereich erst ein Jahrhundert später. Sieben Wehrtürme sollten die Stadt schützen; zunächst wurden drei Stadttore zu den Siedlungen Kessenich, Rüdesheim und Disternich errichtet. Später kam ein vierter Durchbruch hinzu.
Die Wehranlage wurde aus rotem Sand- und hellem Bruchstein errichtet und war von Wassergräben umgeben. An den bis zu einem Meter starken und sieben Meter hohen Mauern waren Wehrgänge angebracht. 1538 wurde in der Nähe von Kallen- und Fangenturm zusätzlich ein 20 Meter hohes Bollwerk für Geschütze errichtet, das 1899 niedergelegt wurde. 1697 wurde der Wallgraben in Fischweiher aufgeteilt. 1702 wurde die Befestigungsanlage von den Franzosen stark zerstört und zerfiel dann, bis 1906 mit dem Abriss begonnen wurde, da man sie als der Entwicklung der Stadt hinderlich erachtete.
Teile der Stadtmauer sind bis heute erhalten, auch zumal sie in einzelne Wohnhäuser als tragende Wand miteinbezogen worden ist.

## Stadttore
Beim Bau der Stadtbefestigung wurden drei Tore errichtet die zu den Siedlungen Kessenich, Rüdesheim und Disternich führten, die mit Stadtgründung eingemeindet wurden, und daher auch deren Namen trugen. Keines der Stadttore ist erhalten geblieben.

### Kessenicher Tor
Im Norden befand sich das erste Stadttor der neuen Wehranlage, das Kessenicher Tor. Es war das mächtigste Tor und stand auf der Kessenicher Straße zwischen Kirchwall und Kessenicher Torwall zwischen Pitschen- und Kallenturm. Letzterer ist samt einem Stück der Stadtmauer erhalten geblieben. Am 9. Oktober 1702 wurde das Tor von den Franzosen gesprengt und 1842 endgültig abgetragen.

### Rüdesheimer Tor
Das Rüdesheimer Tor führte zu der ca. ein Kilometer südwestlich gelegenen, gleichnamigen Siedlung. Es lag zwischen Rüdesheimer und Disternicher Torwall auf der Kapellenstraße. Auf dem Platz zwischen Kapellen- und Bischofstraße (bis 1823 Judengasse) wurde Kleinvieh wie Schweine, Ziegen und Schafe gehandelt, was ihm den Namen „Viehmarkt“ („Ferkelsmaat“) einbrachte. 1842 wurde das Tor abgerissen.

### Disternicher Tor
Auf der Hochstraße zwischen Disternicher und Neutorwall stand das Disternicher Tor. Unterhalb des Tores floss der Mühlbach, der die vor der Befestigungsanlage liegenden Wassergräben füllte, in die Stadt, der sie am Kallenturm wieder verlässt. Das Disternicher Tor soll Vorlage für das Stadtwappen gewesen sein. 1746 war das Tor verfallen und wurde 1810 zu großen Teilen abgetragen, bis es 1851 vollständig niedergelegt wurde.

### Neutor
Das Neutor war kein Stadttor im herkömmlichen Sinne, sondern lediglich ein Mauerdurchbruch, der erst 1809 angelegt wurde, um einen östlichen Zugang zu schaffen, da sich die Stadt mittlerweile ausgedehnt hatte. Es lag an der heutigen Kreuzung von Neustraße und Neutorwall.

## Wehrtürme
Von den ehemals sechs Wehrtürmen der Stadtbefestigung sind drei erhalten geblieben. Bei der Verwüstung der Wehranlage durch die Franzosen 1702 wurden die Dächer aller Stadttürme zerstört und später rekonstruiert.

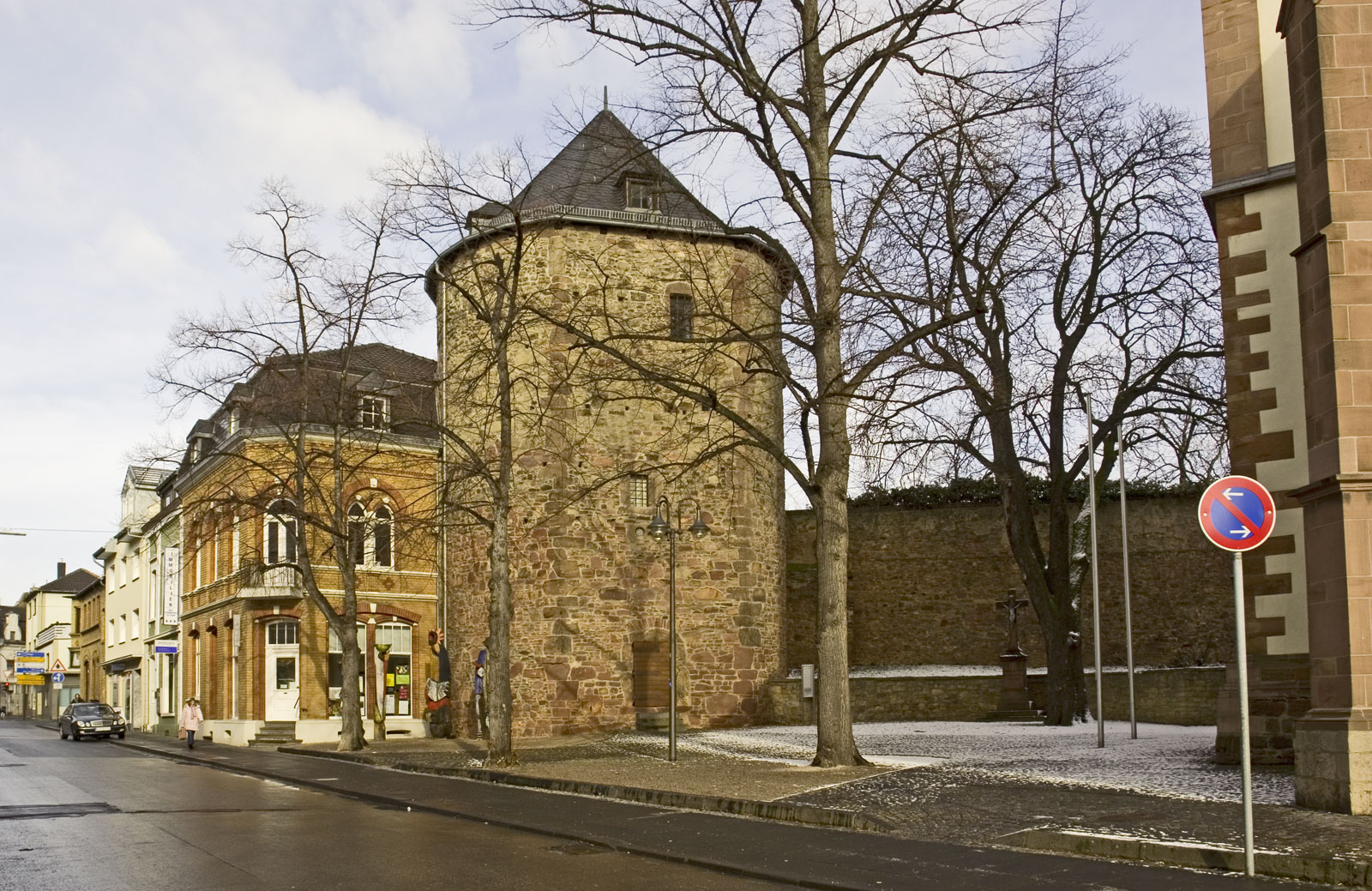
Euskirchen, Dicker Turm

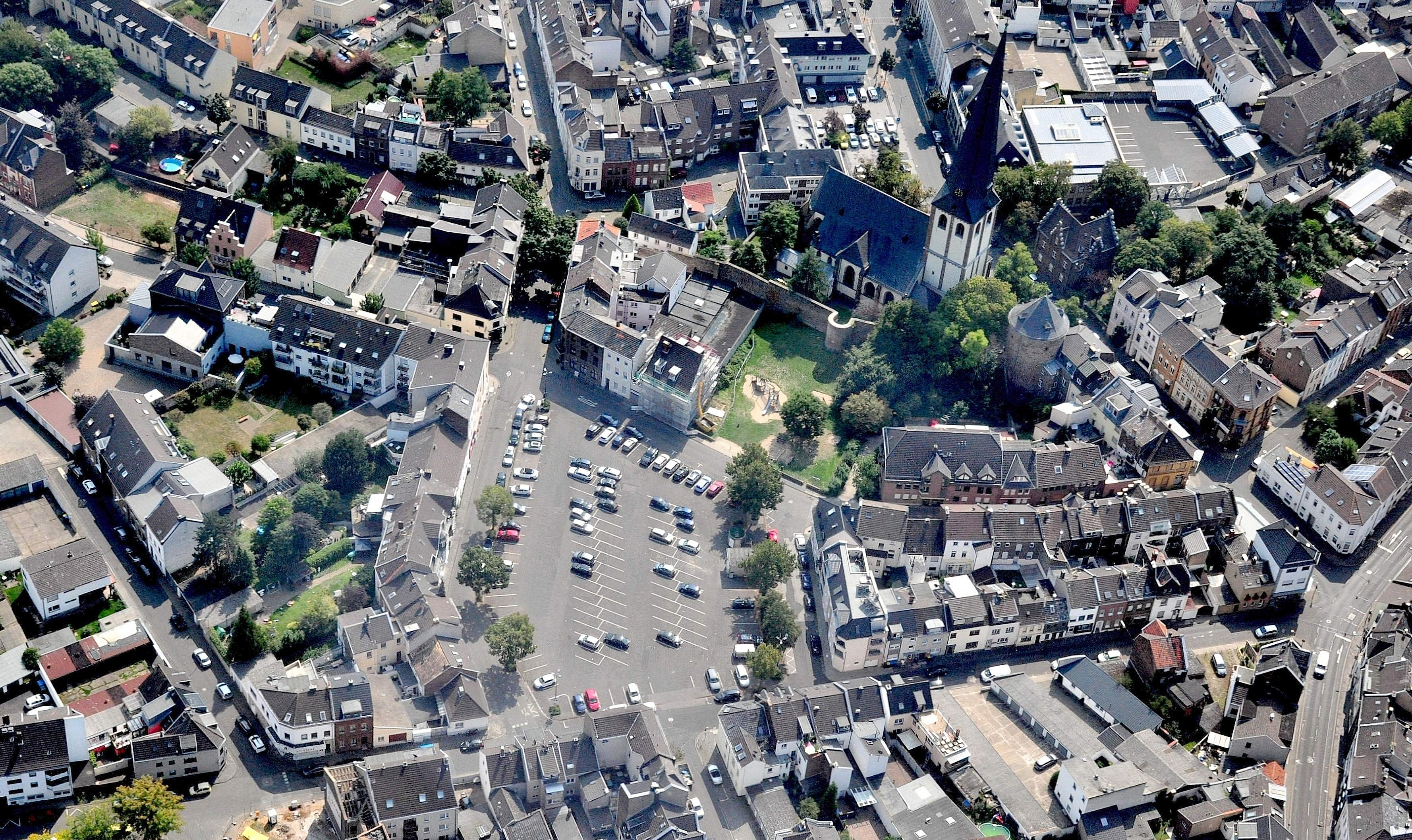
Annaturmplatz mit Martinskirche und Resten der mittelalterlichen Stadtbefestigung

### Dicker Turm
Der Dicke Turm, der älteste erhaltene Stadtturm, hat einen Durchmesser von 11,30 m, ist zur Stadtseite hin abgeflacht, und seine Mauern sind bis zu 265 cm stark. Der Turm steht an der Nordwestecke der Stadtbefestigung unweit der Martinskirche an der Kirchstraße. 1702 wurde neben dem Dach auch das Gewölbe des Untergeschosses von Franzosen gesprengt. Im Obergeschoss befindet sich ein Gewölbesaal mit einem großen, wappenverzierten Kamin, Schießscharten und eine Tür zum ehemaligen Wehrgang. Das Dach wurde in den 1950er Jahren rekonstruiert. Von 1992 bis 2010 war im Dicken Turm ein Teil des Euskirchener Stadtmuseums untergebracht.

### Halbturm
Der Halbturm steht unweit des Dicken Turms hinter der Martinskirche versteckt, ist aber vom Annaturmplatz aus sehr gut zu sehen.

### Annaturm
Der Annaturm stand mitten auf der heutigen Annaturmstraße in Höhe des Kirchwalls. Bereits 1857 wurde beschlossen den Turm abzureißen und die darauf zulaufende Straße zu verlängern. Erst 1880 wurde der Turm dann gesprengt, allerdings mit der Auflage, den Kallenturm zu erhalten. 1911 entstand unmittelbar an den ehemaligen Annaturm angrenzend der „neue Markt“ mit Namen Annaturmplatz.

### Pitschentürmchen
Der Pitschenturm war ein Halbturm zwischen Annaturm und Kessenicher Tor. Bereits im 18. Jahrhundert wurde er in einen Hausbau integriert und war bis 1813 Steueramt. Daher leitet sich auch der Name ab, da „abpitschen“ die volkstümliche Umschreibung für Steuerforderungen war. Bei einem Bombenangriff wurde das Gebäude zerstört.

### Kallenturm (Kahlenturm)
Der Kallenturm war der östliche Endpunkt des ersten Bauabschnitts der Stadtmauer. Den Namen hat er erhalten, da der Mühlenbach, der am Disternicher Tor in die Stadt fließt, in einer Rinne (Kalle) aus der Stadt geführt wird. Der dank einer Entscheidung der preußischen Bezirksregierung erhalten gebliebene Turm steht heute in einer Grünanlage auf der Rückseite des Parkhauses Spiegelstraße. Ihm vorgelagert war ab 1538 ein Bollwerk. Da der Turm lange Zeit ohne Dach war, nannten ihn die Euskirchener seitdem Kahlenturm. Das zerstörte Dach wurde 1992 rekonstruiert. Heute wird der Turm von Pfadfindern genutzt.

### Fangenturm (Höllenturm)
Auf dem heutigen Gelände der Herz-Jesu-Kirche lag der Fangenturm, der im Volksmund auch „Höllenturm“ genannt wurde. Obwohl der Turm als Gefängnis diente und sich Folterwerkzeuge in ihm fanden, stammt der Name Höllenturm nicht vom Sitz des Teufels ab, sondern von der Familie Höller, die in späterer Zeit die zur Stadtbefestigung gehörenden Wiesen und Weiher gepachtet hatte. 1908 wurde der Fangenturm abgerissen, da er dem Bau der Herz-Jesu-Kirche Platz machen musste. An seinem ehemaligen Standort ist heute eine Gedenktafel angebracht.

### Fresenturm
Der einzig erhaltene Turm der Südbefestigung ist im Gegensatz zu den Türmen an der Nordseite völlig rund und hat Schießscharten im unteren Bereich. „Fresen“ war ein mundartliches Synonym für „Schrecken“, was auf die Funktion als Kerker verweist. Aber auch die Schützen der Bürgerlichen Bruderschaft, die heute noch in der Nähe ihr Schützenhaus haben, nutzten den Turm. Der Fresenturm steht am Disternicher Torwall, unweit des Disternicher Tors in einer Grünanlage, die außerhalb der Befestigung angelegt wurde. Ebenso wie der Kallenturm, wird der Fresenturm heute von Pfadfindern genutzt.

## Alter Markt
Spätestens seit Verleihung des Marktrechtes 1322 entwickelte sich der auf der Grenze von Disternicher und Kessenicher Viertel angelegte Alte Markt als Handelsplatz für Früchte, Vieh, Kram und Wolle zum Zentrum der noch jungen Stadt. 1606 wird ein öffentlicher Brunnen errichtet, der 1867 durch einen Pumpenpfeiler ersetzt wird. Um 1625 findet sich auf dem Alten Markt auch ein Pranger. Ab dem 19. Jahrhundert finden Jahrmärkte und andere politische und kirchliche Feste auf dem Platz statt. Zur bürgerlich repräsentativen Bebauung gehört auch das Hotel Joisten, bis es in den 1970er Jahren einem Geschäftshaus weichen muss.
1980 wird der Platz in die Fußgängerzone einbezogen, seit 1984 gibt es wieder einen Stadtbrunnen, der mit Motiven aus der lokalen Wirtschaftsgeschichte gestaltet ist. Auch heute noch finden hier Veranstaltungen wie z. B. Teile der Kirmes oder Musikveranstaltungen statt, bis 2009 auch der Weihnachtsmarkt.

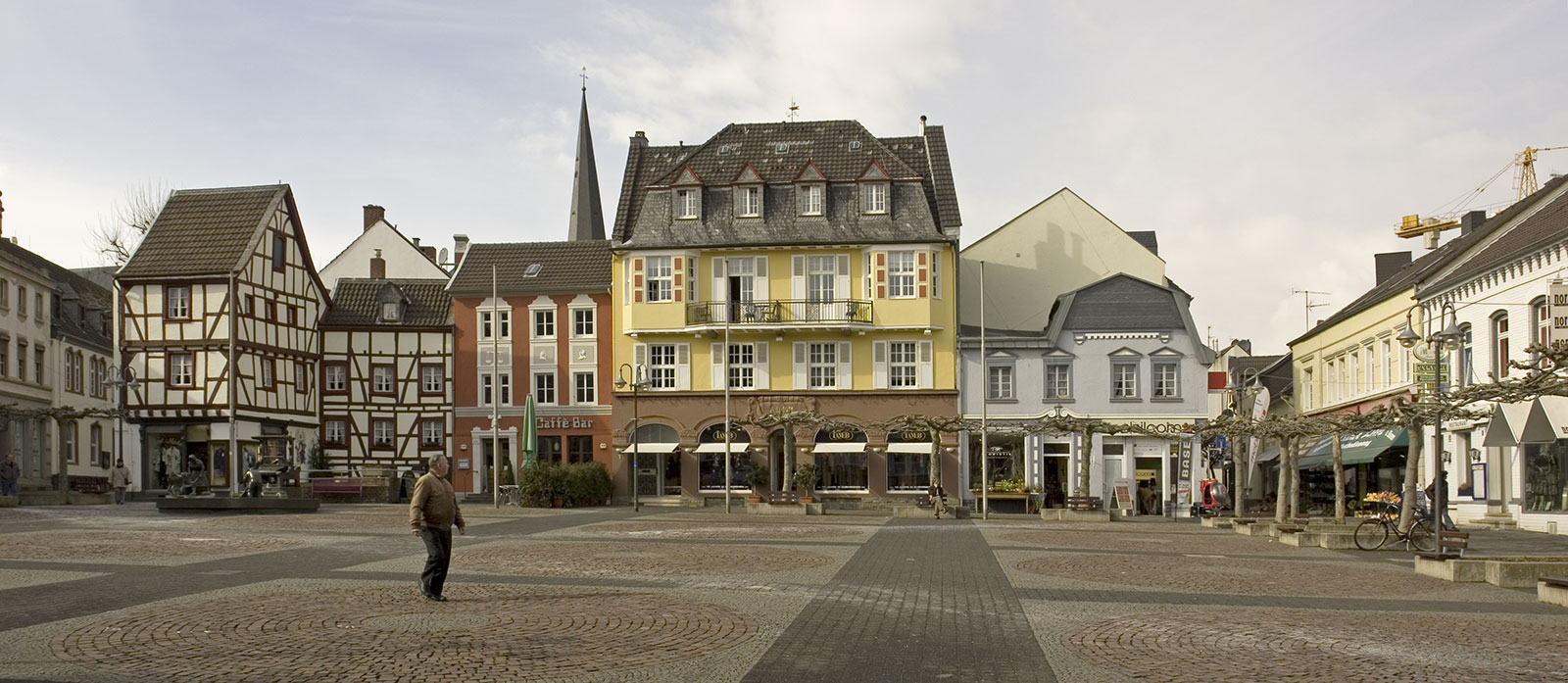
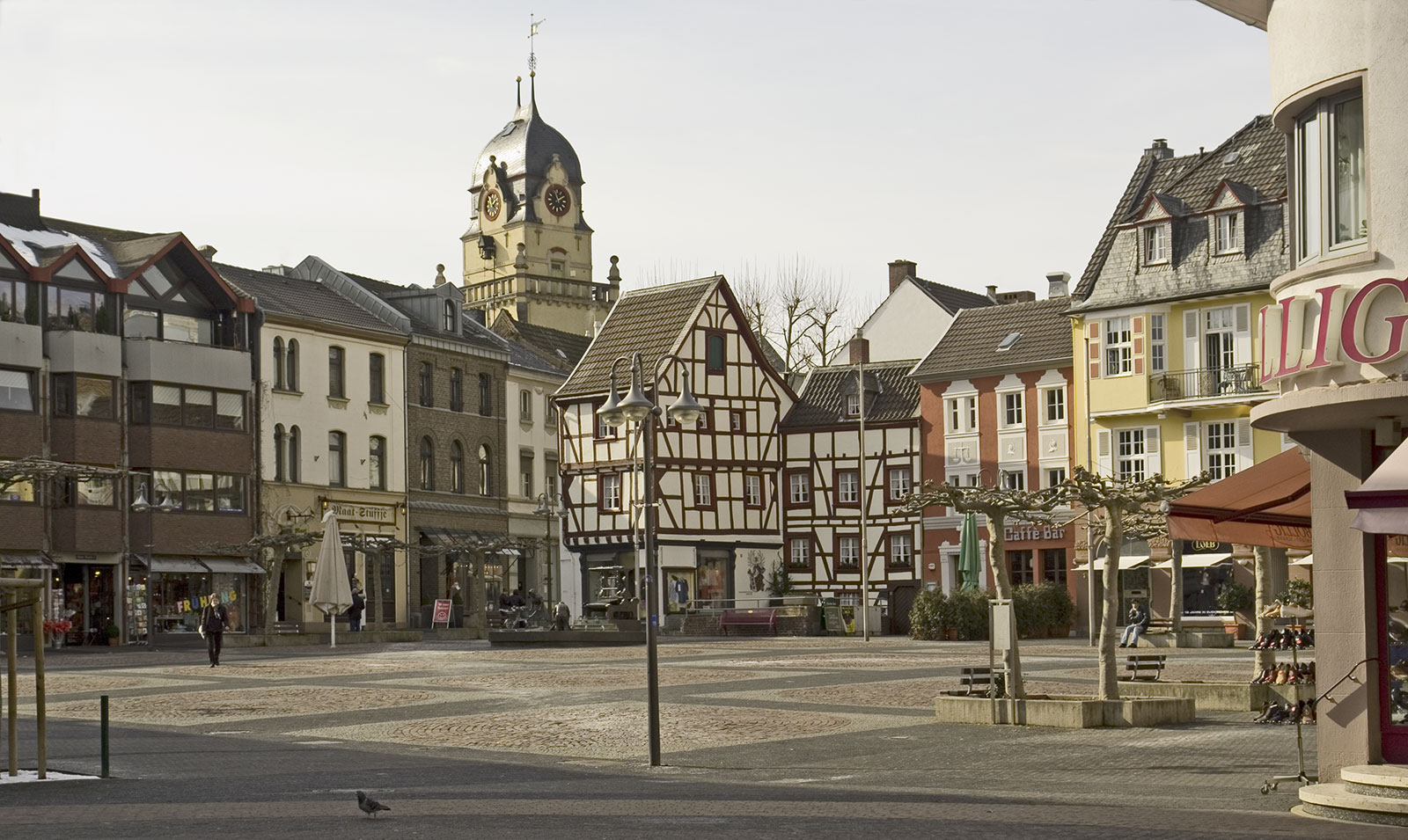

## Kirchen
Innerhalb der ehemaligen Stadtbefestigung befinden sich heute die beiden größten Kirchen der Stadt.

### St. Martin (Martinskirche)
Die Martinskirche ist das älteste erhaltene Bauwerk in Euskirchen. Der heutige Bau stammt aus der zweiten Hälfte des 12. Jahrhunderts. Zuvor stand dort bereits eine Kirche aus dem 7. oder 8. Jahrhundert, die auf römischen Fundamenten errichtet wurde – der erste Beweis von römischer Siedlung im Zentrum von Euskirchen. Das Erdbeben von 1951 hat der Kirche zugesetzt. Seitdem ist die Turmspitze schief.

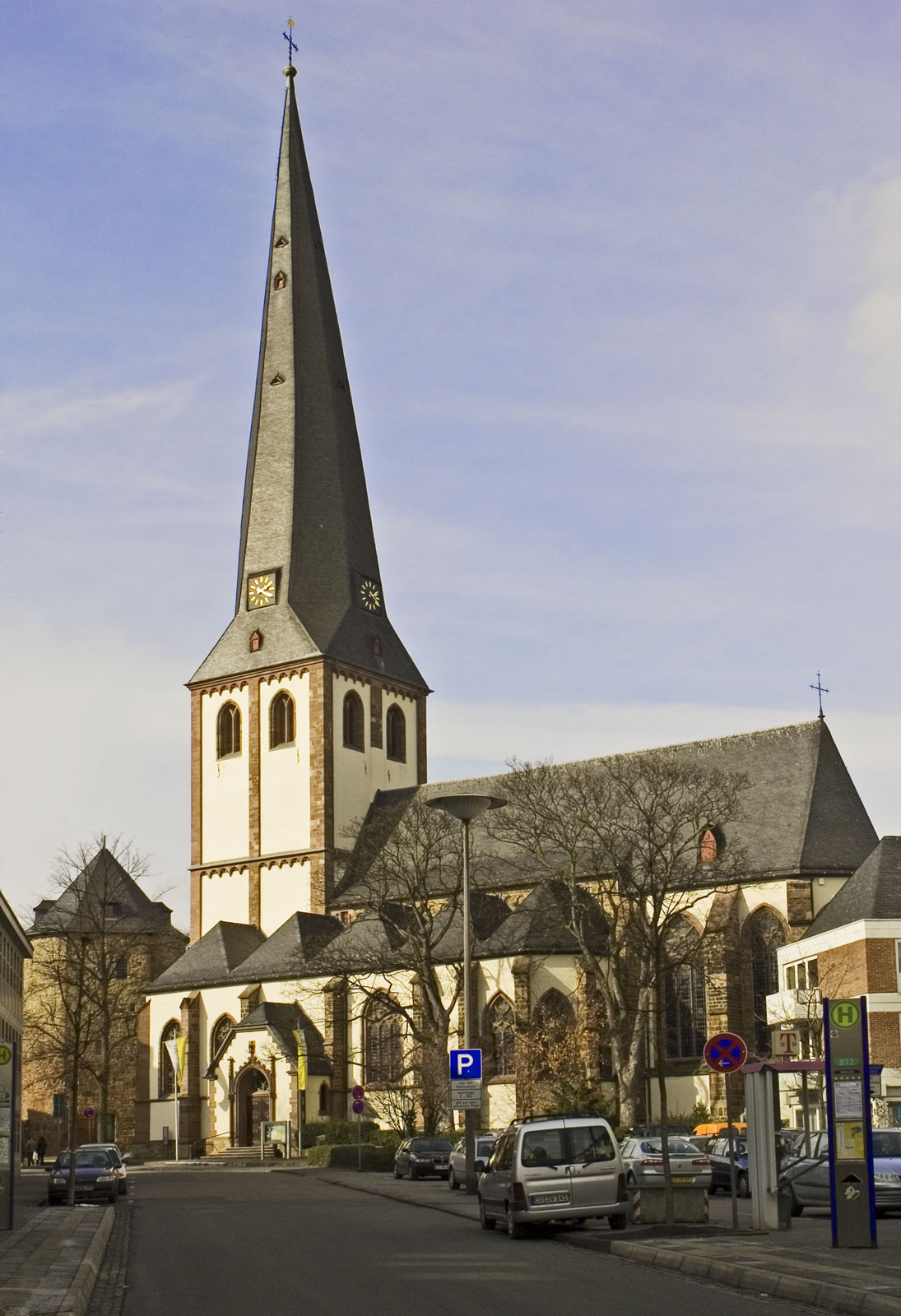
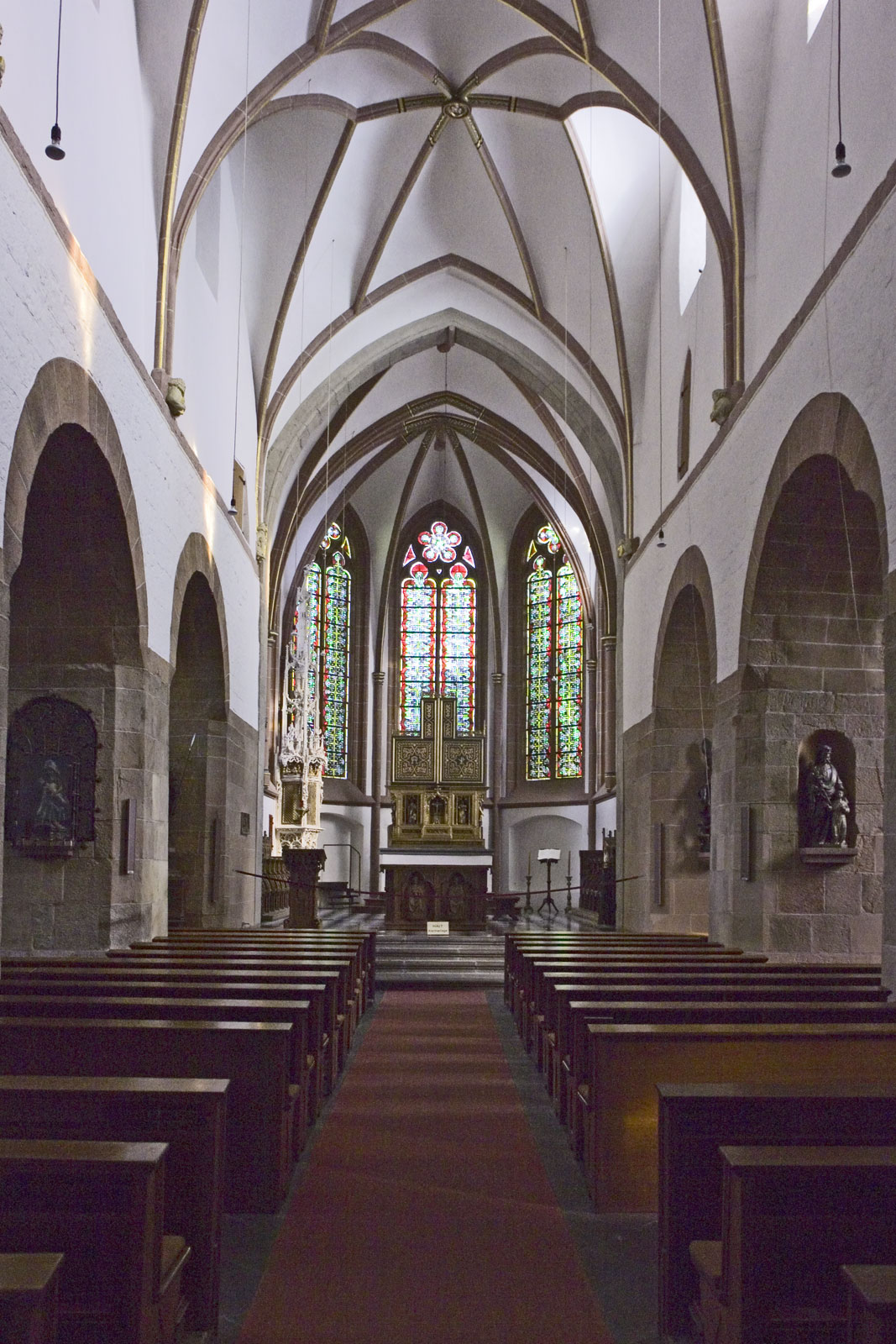
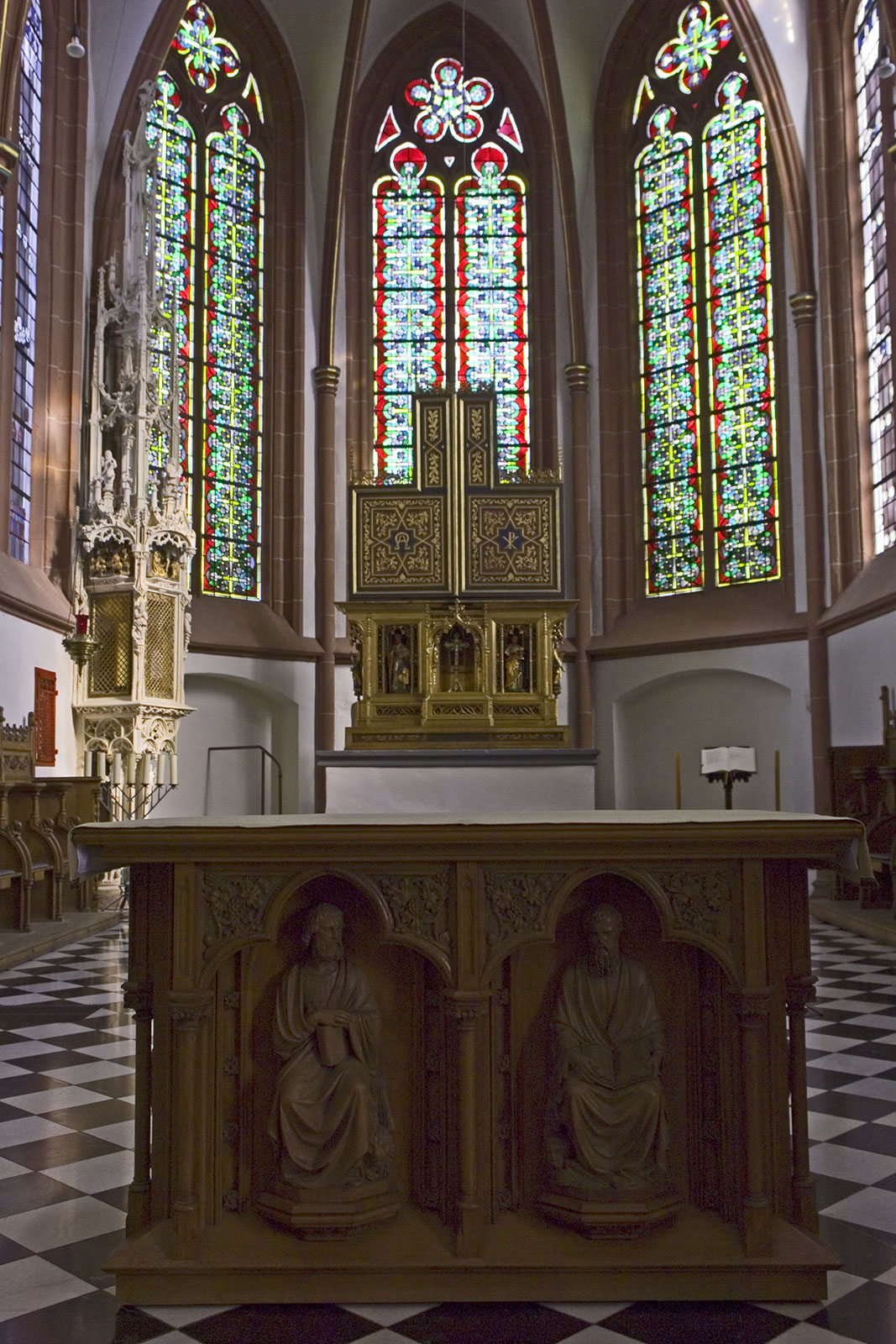
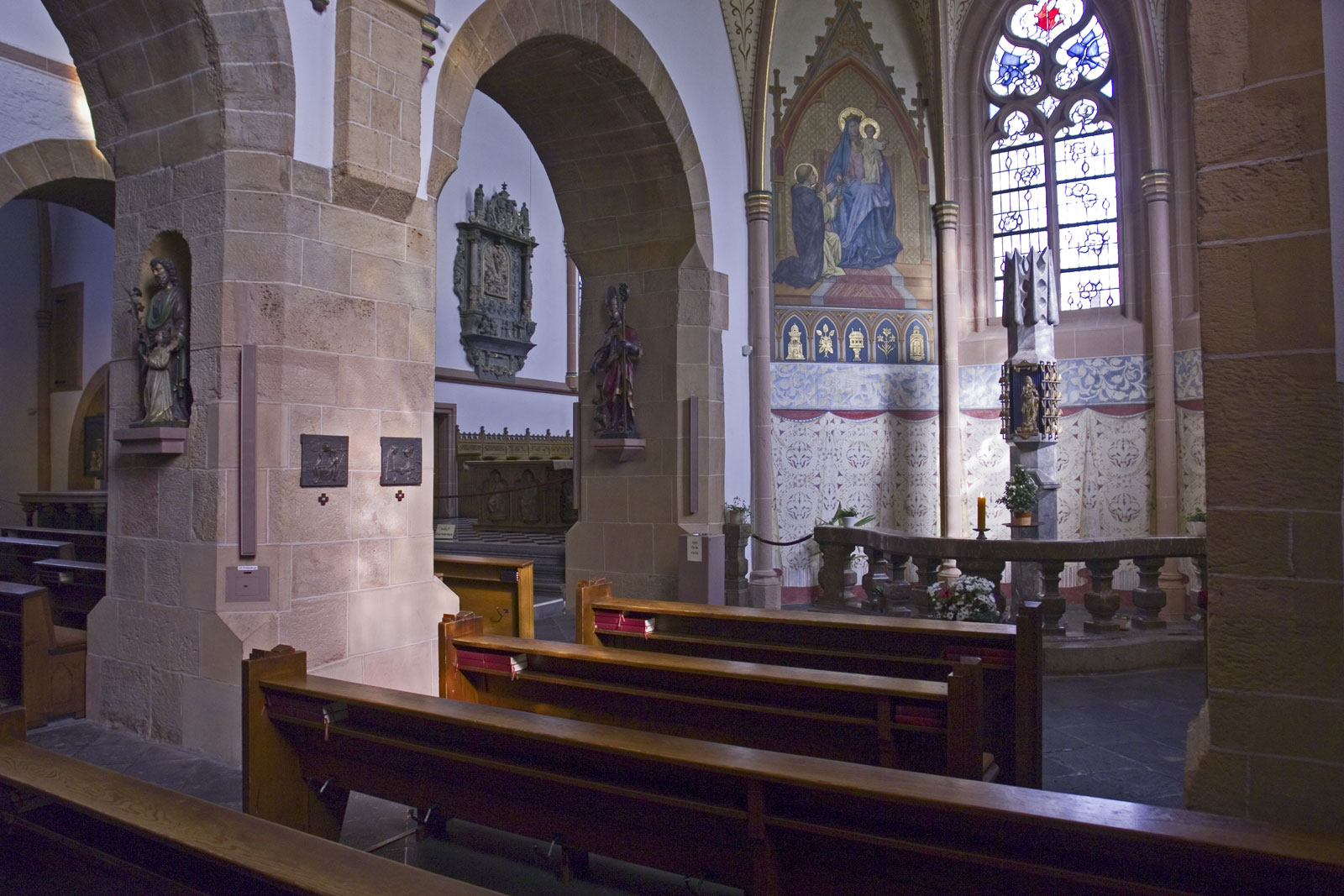

### Herz-Jesu-Kirche

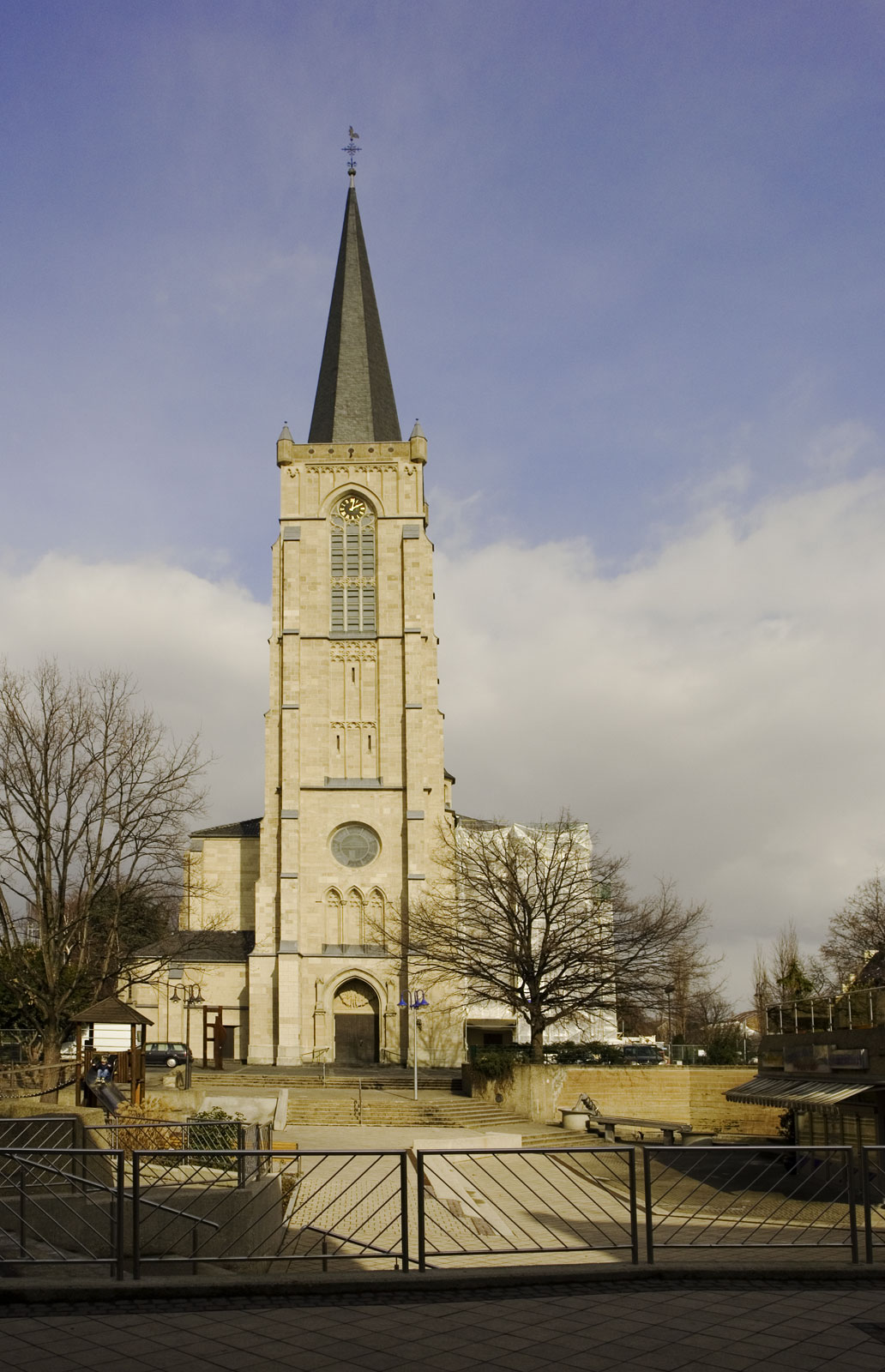
Euskirchen, Kirche Herz-Jesu

Zwischen 1906 und 1908 wurde die Herz-Jesu-Kirche auf einem Teil der ehemaligen Stadtmauer und dem Fangenturm errichtet und 1924 zur Pfarrkirche erhoben. Heiligabend 1944 wurde die Kirche bei Bombenangriffen stark beschädigt und ab 1957, in teilweise veränderter Form, durch den Architekten Gottfried Böhm wieder aufgebaut. Sie liegt heute mitten im Stadtzentrum an der Einkaufsmeile Neustraße und prägt die Silhouette der Stadt maßgeblich.
Die neogotische dreischiffige Hallenkirche wurde nach Plänen von Aloys Schlößer gebaut. Sie ist 62 m lang und 23,8 Meter breit und verfügt über ein vierjochiges Langhaus mit 33,9 × 11,7 Meter großem, einjochigem Querhaus und polygonalem Chorabschluss. Der vorgelagerte fünfgeschossige Turm mit Turmhelm ist 70,2 Meter hoch. Beim Bau wurde im Sockelbereich Niedermendiger Bruchstein und ansonsten weißer Tuffstein verwendet. 1962–1963 wurde das Portal aus Bronze sowie das Tympanon aus Sandstein von dem Bildhauer Helmut Moos neu gestaltet. 1975 bis 1976 und 2009 wurde die Herz-Jesu-Kirche vollständig restauriert.
In der Kirche finden ohne Kapelle und Orgelbühne bequem 2000 Menschen Platz.

## Altes Rathaus

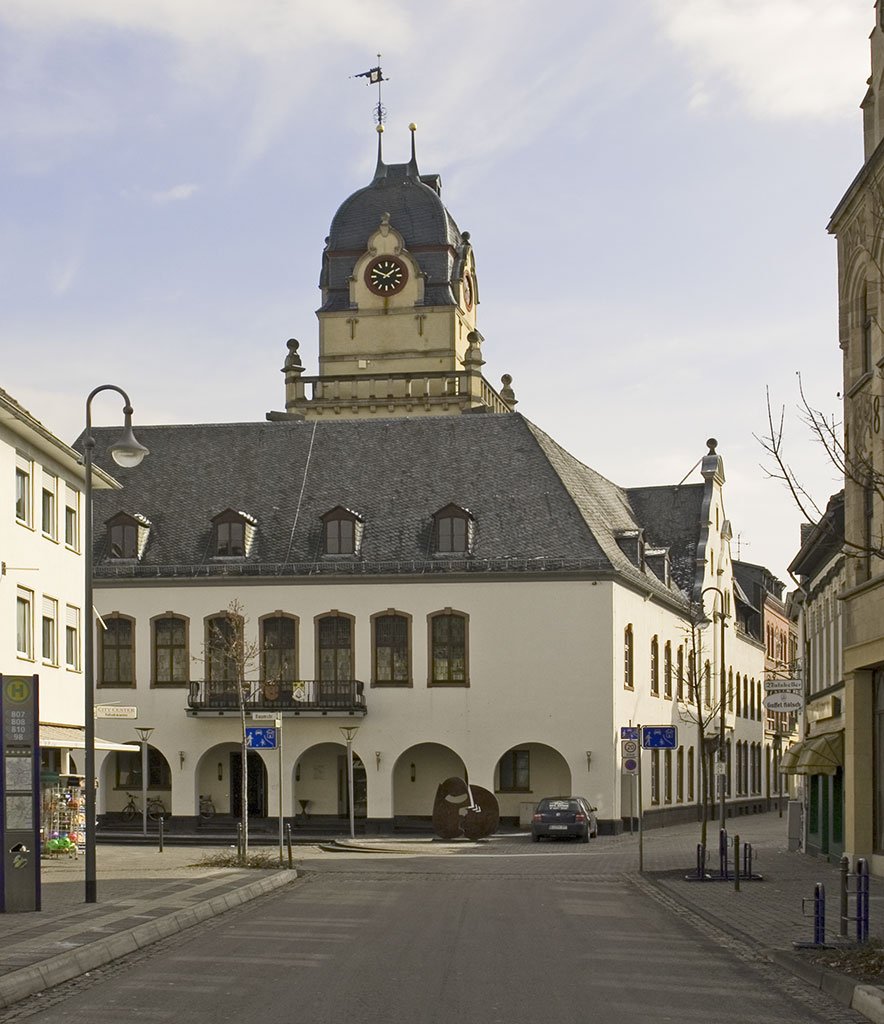
Euskirchen, Altes Rathaus

Das Rathaus, zwischen Altem Markt und Martinskirche gelegen, stammt vermutlich aus dem 14. Jahrhundert. Erstmals erwähnt wurde es 1501. 1533 wurde es bei einem großen Brand in der Stadt fast völlig zerstört. Es wurde danach im Renaissancestil neu aufgebaut. Nach einem erneuten Brand 1734 wurde es im Rokokostil wiederhergestellt. Das heutige Aussehen des markanten Turms stammt aus der Zeit um 1900. Im Zweiten Weltkrieg wurden die Anbauten erneut zerstört und 1952 nach alten Vorlagen wieder aufgebaut. Die historischen Bodenfunde sind heute im Alten Rathaus zu besichtigen. In den 1970er Jahren ist die Stadtverwaltung auf die Kölner Straße umgezogen.